# أندرياس سيبي
أندرياس سيبي (بالإيطالية: Andreas Seppi)‏ مواليد 21 فبراير 1984 في بولسانو، إيطاليا. هو لاعب كرة مضرب إيطالي مُحترف منذ 2002.

## وصلات خارجية
- Official Andreas Seppi Website
- أندرياس سيبي على موقع رابطة محترفي التنس (الإنجليزية)
- أندرياس سيبي على موقع الاتحاد الدولي لكرة المضرب (الإنجليزية)
- أندرياس سيبي على موقع كأس ديفيز (الإنجليزية)
- أندرياس سيبي على موقع خلاصة التنس.كوم (الإنجليزية)
- أندرياس سيبي على موقع إي إس بي إن.كوم (الإنجليزية)
- أندرياس سيبي على موقع أوليمبيديا (الإنجليزية)
- Seppi Recent Match Results
- Seppi World Ranking History
- الموقع الإلكتروني